# Kany García
Kany García, (Toa Baja, 1982. szeptember 25. –) Puerto Ricó-i énekesnő, dalszerző. 2004-ben szerepelt először a televízióban az Objetivo Fama versenyzőjeként. A műsor történetének legsikeresebb nem győzteseként tartják számon.
Húsz jelölésből hat Latin Grammy-díjat nyert, és háromszor Grammy-díjra jelölték.

## Pályafutása
García apja, Antonio García spanyol római katolikus pap volt. Otthagyta a papságot, amikor beleszeretett Kany édesanyjába, aki Puerto Ricó-i kórusvezető volt. Két nagybátyja szintén pap. Garcíának két idősebb testvére van: Marishela és José Antonio. Utóbbi a Sinfonica de Puerto Rico nagybőgőse.
García klasszikus zenét tanult: csellót, zeneelméletet, szolfézst és kóruséneket is. Tizenhároméves korától az Escuela Libre de Música iskolába járt, ahol gitározni kezdett. Következő iskolája a Puerto Ricó-i Conservatorio de Música volt.
Az Objectivo Fama Puerto Ricó-i televíziós műsor felvételi idején elaludt a volán mögött, és alig élte túl a balesetet. Medence- és kulcscsonttörést szenvedett, és negyven varrat volt az arcán. Egy ideig intenzív osztályon volt, de sikerült felépülnie. A kórházi tartózkodás alatt került be az Objetivo Famába.
Néhány évvel később a Sony BMG-vel kötött szerződést. 2007-ben adta ki első stúdióalbumát „Cualquier Dia” címmel. Az összes dalt ő írta. Ez a lemez aranylemez lett mind az Egyesült Államokban, mind Mexikóban.

## Stúdiólbumok
- 2007: Cualquier Día
- 2009: Boleto de Entrada
- 2012: Kany Garcia
- 2016: Limonada
- 2018: Soy Yo
- 2019: Contra el Viento
- 2020: Mesa Para Dos
- 2022: El Amor Que Merecemos
- 2024: García
  - 2014: Kany Garcia (live)

## Díjak
- Lásd: infobox